# Гратвајн-Штрасенгел
Гратвајн-Штрасенгел град је у Аустрији у покрајини Штајерска.

## Становништво
| 1981. | 1991.  | 2001.  | 2011.  |
| ----- | ------ | ------ | ------ |
| 9.794 | 10.761 | 11.808 | 12.702 |

По процени из 2016. у граду је живело 12803 становника.